# Echium albicans
Echium albicans là loài thực vật có hoa trong họ Mồ hôi. Loài này được Lag. & Rodr. mô tả khoa học đầu tiên năm 1802.